# Justin Taylor (claveciniste)
Pour les articles homonymes, voir Taylor et Justin Taylor.
Justin Taylor, né à Angers le 16 juin 1992, est un claveciniste français d'origine américaine. 

## Biographie
Justin Taylor commence le piano et le clavecin dans sa ville natale. En 2011, il poursuit ses études au Conservatoire national supérieur de musique et de danse de Paris, où il étudie le clavecin avec Olivier Baumont et Blandine Rannou, et le piano avec Roger Muraro.
En 2015, il obtient un « master » de clavecin, avec les félicitations du jury. En août de la même année, il remporte le prestigieux premier prix du concours international Musica Antiqua à Bruges. A cette occasion, il reçoit également le Prix du Public, le Prix de l'EUBO Development Trust pour le musicien européen le plus prometteur en musique baroque, ainsi que le Prix Alpha, avec un premier enregistrement sous ce label. Ce CD, intitulé La Famille Forqueray : Portrait(s) (Alpha 247) a été publié en septembre 2016 et a reçu, entre autres, les prix suivants :
- Choc de Classica, novembre 2016 ;
- Gramophone Editor's Choice, novembre 2016[1] ;
- Grand Prix de l'Académie Charles Cros 2016 sous le titre « Découverte classique[2] » ;
- Qobuzissime, août 2016[3].

En 2017, il est nommé aux Victoires de la musique classique dans la catégorie « Révélations soliste instrumental ».
Il est l'un des membres fondateurs de l'ensemble « Le Consort », en résidence à la Fondation Royaumont, à la Banque de France, et à la  Fondation Singer-Polignac.
Son enregistrement Bach et l'Italie est nommé au 31ème Victoires de la musique classique 2024.

## Enregistrements
- 2016 : La Famille Forqueray : Portrait(s) (Alpha)
- 2017 : La Poule (Aparté)
- 2018 : Continuum. Scarlatti. Ligeti (Alpha)
- 2018 : Bach 333 (Deutsche Grammophon)
- 2019: Opus 1, Dandrieu Corelli (Alpha)
- 2021 : La Famille Rameau (Alpha)
- 2022: Les Frères Francoeur (Alpha) Diapason d’or
- 2023: Bach et l'Italie (Alpha)
- 2025 Chopin intime (Alpha)